# Valerianella affinis
'Valeriana extincta' була видом рослин родини Caprifoliaceae. Була ендеміком для о. Сокотри в Ємені. Його знайшли лише один раз у Джебель-Маале поблизу Калансії в 1880 році, і його більше ніхто не бачив, попри неодноразові пошуки в регіоні. Це однорічник на сухих схилах пагорбів.